# Les Camarades (téléfilm)
 (février 2023).
Si vous disposez d'ouvrages ou d'articles de référence ou si vous connaissez des sites web de qualité traitant du thème abordé ici, merci de compléter l'article en donnant les références utiles à sa vérifiabilité et en les liant à la section « Notes et références ».
Pour les articles homonymes, voir Les Camarades.
Les Camarades est un téléfilm français en trois parties de 90 minutes chacune, réalisé par François Luciani en 2006, diffusé en janvier et février 2007 sur France 2. Ses personnages sont six jeunes résistants communistes, après la Libération.

## Fiche technique
- Réalisation : François Luciani
- Scénario : Virginie Brac, d'après un sujet original de Michel Martens
- Directeur photo : Jonny Semeco
- Musique : Vincent Stora
- Date de diffusion : 30 janvier 2007 sur France 2
- Lieu de tournage : Saint-Léonard-de-Noblat, Limoges (cité des Coutures notamment) en Haute-Vienne

## Distribution
- Vanessa Gravina : Anna Catianno-Laverne
- Valérie Donzelli : Julie Clamart
- Laure Marsac : Marion Bricourt
- Jean-Michel Portal : Georges Laverne
- Olivier Sitruk : Pierre Courtois
- Malik Zidi : François Marchasky
- Valérie Mairesse : Jackie Marchasky, la mère de François, tenancière du café « Chez Jacky »
- Didier Bezace : M. Bricourt, le père de Marion
- Jean-Michel Fête : Jean Keller
- Rosa Pianeta : Mme Catianno, la mère d'Anna
- Roger Souza : « Toto » Laverne, le père de Georges
- Sophie Le Tellier : Fernande
- Philippe du Janerand : Maitre Soulier
- Maher Kamoun